# Dieter Müller (Politiker)
Dieter Müller (* 6. Januar 1941 in Oelsnitz) ist ein deutscher FDJ- und SED-Funktionär. Er war bis zum 3. Dezember 1989 Kandidat des Zentralkomitees (ZK) der SED und Mitglied des FDGB-Bundesvorstandes.

## Leben
Der Sohn einer Arbeiterfamilie absolvierte nach dem Besuch der Grundschule und der Oberschule von 1955 bis 1958 eine Ausbildung zum Hauer. 1955 trat er in die FDJ ein. Nach seiner Lehre meldete er sich freiwillig zum Wehrdienst in der NVA. Während dieser Zeit wurde Müller, gerade 18-jährig, 1959 Mitglied der SED. 
Danach arbeitete er von 1961 bis 1964 als hauptamtlicher Sekretär der FDJ-Kreisleitung Oelsnitz. 1965 wechselte Müller in die Bezirkshauptstadt Karl-Marx-Stadt, wo er zunächst als Sekretär der FDJ-Bezirksleitung Karl-Marx-Stadt arbeitete. Von November 1966 bis März 1969 fungierte er als Erster Sekretär der FDJ-Bezirksleitung Karl-Marx-Stadt. In dieser Funktion war er auch Mitglied des Büros der SED-Bezirksleitung sowie Abgeordneter des Bezirkstages Karl-Marx-Stadt.
Beim VIII. Parlament der FDJ im Mai 1967 wurde Müller erstmals in den Zentralrat der FDJ gewählt, 1969 wechselte er auch hauptamtlich nach Berlin, in das Büro des Zentralrates. 1971, beim IX. Parlament der FDJ, wurde Müller zum Sekretär des Zentralrates gewählt, welcher er bis Dezember 1980 blieb. Im Juni 1972 wurde er zudem auf dem 8. Bundeskongeß des FDGB in dessen Bundesvorstand gewählt. In diesem Amt wurde Müller bis 1989 immer wieder bestätigt.
1976 rückte er in den inneren Führungszirkel der SED auf. Auf dem IX. Parteitag der SED im Mai 1976 wurde er zum Kandidaten des Zentralkomitees gewählt. Bei den beiden nachfolgenden Parteitagen wurde er in dieser Funktion bestätigt, rückte jedoch nicht als Vollmitglied ins ZK auf. Am 17. Januar 1981, nach 20 Jahren hauptamtlicher FDJ-Tätigkeit, übernahm Müller auch hauptamtlich einen Parteiposten. Er wurde zum 1. Sekretär der SED-Kreisleitung Bauwesen Berlin gewählt (Nachfolger von Fritz Hoberg). In diesem Amt blieb er bis 28. Juni 1984. Gleichzeitig war er von Februar 1981 bis Februar 1984 Mitglied der SED-Bezirksleitung Berlin. Dann wechselte er ins Rote Rathaus, blieb aber in der Baubranche. Müller wurde mit Wirkung vom 1. August 1984 als Mitglied des Magistrats gewählt und in der Funktion als Stellvertreter des Oberbürgermeisters für Koordinierung der Bauaufgaben bestätigt. Dieses Amt hatte er bis Dezember 1987 inne. Anschließend kehrte Müller in seine alte Heimat zurück und war von 1988 bis November 1989 1. Sekretär der SED-Stadtleitung Karl-Marx-Stadt (Nachfolger von Siegfried Albrecht). Am 3. Dezember 1989 wurde Dieter Müller aus dem Zentralkomitee und aus der SED ausgeschlossen.

## Auszeichnungen
- 1976 Orden Banner der Arbeit Stufe I
- 1968 Artur-Becker-Medaille in Gold
- 1973 Vaterländischer Verdienstorden in Bronze
- 1974 Verdienstmedaille der DDR
- 1978 Banner der Arbeit Stufe I
- 1978 Orden der Völkerfreundschaft (UdSSR)
- 1982 Vaterländischer Verdienstorden (VVO) in Silber